# Ninetjer
Ninetjer (även Nynetjer, en äldre stavning är Neteren, mer korrekt Hor-Ninetjer) var den tredje faraonen under Egyptens andra dynasti i fördynastisk tid omkring 2785–2742 f. Kr eller någonstans mellan 2850 och 2740 f. Kr.
Ninetjer är den bäst dokumenterade kungen av 2:a dynastin. Från nästan alla andra härskare har bara lersigill hittats, men Ninetjers information kommer från Palermostenens rad 4 som visar 14 års kulturella och religiösa evenemang. Ninetjer satt längst på tronen av kungarna i 2:a dynastin.

## Namn och identitet
Samtida bevis på Ninetjer kommer från artefakter och gravanläggningar i Sakkara och från kungalistorna som där han är efterträdare till Nebre. Vem som var Ninetjers efterträdare är dock osäkert, antingen Senedj eller Wenegnebti. Både hans horusnamn och hans regentnamn var "Ninetjer". Detta var typiskt för 2:a dynastin.

## Regeringstid
Manetho berättade att Ninetjer gav kvinnor rätten att regera som kungar. Egyptologer antar att det rör sig om en sorts "rättfärdigande efter faktum", eftersom två tidigare drottningar (Merneith och Neithotep) möjligen redan hade regerat.
Det mesta som är känt om Ninejtjers styre kommer från Palermostenen. Brottet på stenen går diagonalt genom 7:e och 21:a rutan och därför saknas resterna av de beskrivna händelserna. Dock kan man anta att den vanliga beståndsräkningen ges.
På Kairostenen finns regeringsår 36 till 44 nämnda. Palermostenen nämner följande evenemang:
| År | Evenemang |
| -- | --- |
| 7  | Horusskort, 3:e boskapbeståndsräkningen, ...[resten saknas]                                                                                           |
| 8  | Utropande av kungen av Övre Egypten; Grundandet av Hor-Ren. Nilfloden 1,57 meter.                                                                     |
| 9  | Horuseskort, 4:e boskapbeståndsräkningen. Nilfloden 1,09 meter.                                                                                       |
| 10 | Utropande av kungen av Övre och Nedre Egypten; Apis-loppet“ (pḥrr Ḥp). Nilfloden 1,09 meter.                                                          |
| 11 | Horuseskort, 5:e boskapbeståndsräkningen. Nilfloden 1,98 meter.                                                                                       |
| 12 | Utropande av kungen av Nedre Egypten; andra Sokar-festivalen. Nilfloden 1,92 meter.                                                                   |
| 13 | Horuseskort, 6:e boskapbeståndsräkningen. Nilfloden 0,52 meter.                                                                                       |
| 14 | Första Hor-seba-pet (Horus stjärnan på himlen); Förstörelse/Grundande av städerna Skemre (Solen har kommit) och Ha (Den norra). Nilfloden 2,15 meter. |
| 15 | Horuseskort, 7:e boskapbeståndsräkningen. Nilfloden 2,15 meter.                                                                                       |
| 16 | Utropande av kungen av Nedre Egypten; andra Apis-loppet (pḥrr Ḥp). Nilfloden 1,92 meter.                                                              |
| 17 | Horuseskort, 8:e boskapbeståndsräkningen. Nilfloden 2,40 meter.                                                                                       |
| 18 | Utropande av kungen av Nedre Egypten; tredje Sokar-festivalen. Nilfloden 2,21 meter.                                                                  |
| 19 | Horuseskort, 9:e boskapbeståndsräkningen. Nilfloden 2,25 meter.                                                                                       |
| 20 | Utropande av kungen av Nedre Egypten; Offer till kungens mor; Utförande av Evighetsfestivalen“ Nilfloden 1,92 meter.                                  |
| 21 | Horuseskort, 10:e boskapbeståndsräkningen ... [resten saknas].                                                                                        |

Varaktigheten på Ninetjers styre varade enligt Turinpapyrusen i hela 96 år, medan antikens Manetho talar om 47 år. Enligt modern forskning tilldelas han minst 43 år. Denna beräkning styrks av Kairostenens inskriptioner som slutar direkt efter det 21:a årets (42 regeringsår) beståndsräkning.
Efter Ninetjers död tros riket ha delats i två delar som styrdes av två olika kungar. Regentlistorna från Nya riket nämner Wadjnes och Senedj som efterträdare till Ninetjer, vilket gör att de förmodligen fortfarande härskade över både Nedre och Övre Egypten. Delandet av riket kan därför tidigast inträffat tidigt under Senedjs regeringstid.

## Grav
Ninetjer begravdes i Sakkara under gångbron till Unas pyramid och består av flera gallerier förbundet med ett komplicerat nätverk av gångar. Gallerierna har stora likheter med Nebres och Hetepsekhemuis, vilket antyder att Ninetjer använde dem som förebild. I Sakkar finns även privata gravar från högadeln från Ninetjers regeringstid.

## Titulatur
1. ↑  Från en alabasterfigur med okänt ursprung
2. ↑  Regerade enligt Africanus i 47 år.

| Företrädare Nebre | Kung av Egypten 1:a dynastin | Efterträdare Senedj |